# Lagynochthonius minor
Lagynochthonius minor är en spindeldjursart som först beskrevs av Volker Mahnert 1979.  Lagynochthonius minor ingår i släktet Lagynochthonius och familjen käkklokrypare. Inga underarter finns listade i Catalogue of Life.